# Olympische Sommerspiele 1932/Teilnehmer (Kanada)
| Gelbes Symbol für Goldmedaillen mit stilisierten Olympischen Ringen | Graues Symbol für Silbermedaillen mit stilisierten Olympischen Ringen | Braundes Symbol für Bronzemedaillen mit stilisierten Olympischen Ringen |
| ------------------------------------------------------------------- | --------------------------------------------------------------------- | ----------------------------------------------------------------------- |
| 2                                                                   | 5                                                                     | 8                                                                       |

Kanada nahm an den Olympischen Sommerspielen 1932 in Los Angeles mit einer Delegation von 102 Athleten (85 Männer und 17 Frauen) an 69 Wettkämpfen in zehn Wettbewerben teil.
Die kanadischen Athleten gewannen zwei Gold-, fünf Silber- und acht Bronzemedaillen, womit Kanada im Medaillenspiegel den zwölften Platz belegte. Olympiasieger wurden der Leichtathlet Duncan McNaughton im Hochsprung und der Boxer Horace Gwynne im Bantamgewicht. In den Kunstwettbewerben, die nicht für den Medaillenspiegel zählten, sicherte sich Robert Tait McKenzie im Wettbewerb für Reliefs und Medaillen eine weitere Bronzemedaille. Fahnenträger bei der Eröffnungsfeier war der Boxer George Maughan.

## Teilnehmer nach Sportarten

### Boxen
- John Callura
Fliegengewicht: im Achtelfinale ausgeschieden

- Horace Gwynne
Bantamgewicht: Gold

- John Keller
Federgewicht: im Viertelfinale ausgeschieden

- Francisco Genovese
Leichtgewicht: im Viertelfinale ausgeschieden

- Anthony Mancini
Weltergewicht: im Achtelfinale ausgeschieden

- Louis Lavoie
Mittelgewicht: im Achtelfinale ausgeschieden

- George Maughan
Schwergewicht: 4. Platz

### Fechten
Männer
- Ernest Dalton
Florett: in der 1. Runde ausgeschieden
Degen: in der 1. Runde ausgeschieden
Degen Mannschaft: 7. Platz

- Bertram Markus
Florett: in der 1. Runde ausgeschieden
Degen: in der 1. Runde ausgeschieden
Degen Mannschaft: 7. Platz

- Patrick Farrell
Degen: in der 1. Runde ausgeschieden
Säbel: in der 1. Runde ausgeschieden
Degen Mannschaft: 7. Platz

- Henri Delcellier
Degen Mannschaft: 7. Platz

Frauen
- Joan Archibald
Florett: in der 1. Runde ausgeschieden

### Kunstwettbewerbe
- Oliver Milburn
- Robert Tait McKenzie
Reliefs und Medaillen: Bronze

### Leichtathletik
Männer
- Percy Williams
100 m: im Halbfinale ausgeschieden
4-mal-100-Meter-Staffel: 4. Platz

- Birchall Pearson
100 m: im Halbfinale ausgeschieden
200 m: im Halbfinale ausgeschieden
4-mal-100-Meter-Staffel: 4. Platz

- Harold Wright
100 m: im Halbfinale ausgeschieden
200 m: im Halbfinale ausgeschieden
4-mal-100-Meter-Staffel: 4. Platz

- Alex Wilson
400 m: Bronze 
800 m: Silber 
4-mal-400-Meter-Staffel: Bronze

- James Ball
400 m: im Halbfinale ausgeschieden
4-mal-400-Meter-Staffel: Bronze

- Ray Lewis
400 m: im Viertelfinale ausgeschieden
4-mal-400-Meter-Staffel: Bronze

- Phil Edwards
800 m: Bronze 
1500 m: Bronze 
4-mal-400-Meter-Staffel: Bronze

- Eddie King
800 m: im Vorlauf ausgeschieden
1500 m: im Vorlauf ausgeschieden

- Leslie Wade
1500 m: im Vorlauf ausgeschieden

- Scotty Rankine
5000 m: 11. Platz

- Clifford Bricker
10.000 m: 8. Platz
Marathon: 12. Platz

- Johnny Miles
Marathon: 14. Platz

- Eddie Cudworth
Marathon: 18. Platz

- Arthur Ravensdale
110 m Hürden: im Vorlauf ausgeschieden

- Thomas Coulter
400 m Hürden: im Vorlauf ausgeschieden

- Harold Gallop
3000 m Hindernis: im Vorlauf ausgeschieden

- James Brown
4-mal-100-Meter-Staffel: 4. Platz

- Henry Cieman
50 km Gehen: Rennen nicht beendet

- Duncan McNaughton
Hochsprung: Gold

- Jack Portland
Hochsprung: 9. Platz
Dreisprung: keine gültige Weite

- Len Hutton
Weitsprung: keine gültige Weite

Frauen
- Hilda Strike
100 m: Silber 
4-mal-100-Meter-Staffel: Silber

- Mary Vandervliet
100 m: im Halbfinale ausgeschieden

- Mary Frizzell
100 m: im Halbfinale ausgeschieden
4-mal-100-Meter-Staffel: Silber

- Alda Wilson
80 m Hürden: 6. Platz

- Betty Taylor
80 m Hürden: im Vorlauf ausgeschieden

- Mildred Fizzell
4-mal-100-Meter-Staffel: Silber

- Lillian Palmer
4-mal-100-Meter-Staffel: Silber

- Eva Dawes
Hochsprung: Bronze

### Radsport
- Glen Robbins
Straßenrennen: 22. Platz
Straße Mannschaftswertung: 7. Platz
Bahn 4000 m Mannschaftsverfolgung: 4. Platz

- James Jackson
Straßenrennen: 25. Platz
Straße Mannschaftswertung: 7. Platz

- Frank Elliott
Straßenrennen: 27. Platz
Straße Mannschaftswertung: 7. Platz
Bahn 4000 m Mannschaftsverfolgung: 4. Platz

- Ernie Gates
Straßenrennen: Rennen nicht beendet
Straße Mannschaftswertung: 7. Platz

- Leo Marchiori
Bahn Sprint: 5. Platz

- Lew Rush
Bahn 1000 m Einzelzeitfahren: 6. Platz
Bahn 4000 m Mannschaftsverfolgung: 4. Platz

- Russ Hunt
Bahn 4000 m Mannschaftsverfolgung: 4. Platz

### Ringen
- James Trifunov
Bantamgewicht, Freistil: 7. Platz

- Herb Rowland
Federgewicht, Freistil: 7. Platz

- Howie Thomas
Leichtgewicht, Freistil: 6. Platz

- Danny McDonald
Weltergewicht, Freistil: Silber

- Donald Stockton
Mittelgewicht, Freistil: 7. Platz

- Harry Madison
Halbschwergewicht, Freistil: 4. Platz

### Rudern
- Joseph Wright
Einer: im Halbfinale ausgeschieden

- Noël de Mille
Doppel-Zweier: Bronze

- Charles Edward Pratt
Doppel-Zweier: Bronze

- Henry Pelham
Vierer ohne Steuermann: im Halbfinale ausgeschieden

- Russell Gammon
Vierer ohne Steuermann: im Halbfinale ausgeschieden

- Fraser Herman
Vierer ohne Steuermann: im Halbfinale ausgeschieden

- Frank Courtney
Vierer ohne Steuermann: im Halbfinale ausgeschieden

- Earl Eastwood
Achter mit Steuermann: Bronze

- Joseph Harris
Achter mit Steuermann: Bronze

- Stanley Stanyar
Achter mit Steuermann: Bronze

- Harry Fry
Achter mit Steuermann: Bronze

- Cedric Liddell
Achter mit Steuermann: Bronze

- William Thoburn
Achter mit Steuermann: Bronze

- Donald Boal
Achter mit Steuermann: Bronze

- Albert Taylor
Achter mit Steuermann: Bronze

- George MacDonald
Achter mit Steuermann: Bronze

### Schwimmen
Männer
- Walter Spence
100 m Freistil: im Halbfinale ausgeschieden
400 m Freistil: im Halbfinale ausgeschieden
200 m Brust: im Halbfinale ausgeschieden
4-mal-200-Meter-Freistil-Staffel: 4. Platz

- Munroe Bourne
100 m Freistil: im Vorlauf ausgeschieden
100 m Rücken: im Halbfinale ausgeschieden
4-mal-200-Meter-Freistil-Staffel: 4. Platz

- Robert Halloran
100 m Freistil: im Vorlauf ausgeschieden
100 m Rücken: im Vorlauf ausgeschieden

- George Burrows
400 m Freistil: im Vorlauf ausgeschieden
1500 m Freistil: im Vorlauf ausgeschieden
4-mal-200-Meter-Freistil-Staffel: 4. Platz

- George Larson
400 m Freistil: im Vorlauf ausgeschieden
4-mal-200-Meter-Freistil-Staffel: 4. Platz

- Dennis Walker
100 m Rücken: im Vorlauf ausgeschieden

- Dick Wyndham
200 m Brust: im Vorlauf ausgeschieden

Frauen
- Marjorie Linton
100 m Freistil: im Vorlauf ausgeschieden
100 m Rücken: im Vorlauf ausgeschieden

- Irene Mullen
100 m Freistil: im Vorlauf ausgeschieden
4-mal-100-Meter-Freistil-Staffel: 4. Platz

- Irene Pirie-Milton
100 m Freistil: im Vorlauf ausgeschieden
400 m Freistil: im Vorlauf ausgeschieden
4-mal-100-Meter-Freistil-Staffel: 4. Platz

- Ruth Kerr
400 m Freistil: im Vorlauf ausgeschieden
100 m Rücken: im Vorlauf ausgeschieden
4-mal-100-Meter-Freistil-Staffel: 4. Platz

- Betty Edwards
400 m Freistil: im Vorlauf ausgeschieden
4-mal-100-Meter-Freistil-Staffel: 4. Platz

- Dorothy Prior
200 m Brust: im Vorlauf ausgeschieden

- Janet Sheather
200 m Brust: im Vorlauf ausgeschieden

### Segeln
- Reginald Dixon
Snowbird: 5. Platz

- Henry Simmonds
Star: 4. Platz

- Harry Wylie
Star: 4. Platz

- Gardner Boultbee
6-Meter-Klasse: Bronze

- Kenneth Glass
6-Meter-Klasse: Bronze

- Philip Rogers
6-Meter-Klasse: Bronze

- Gerald Wilson
6-Meter-Klasse: Bronze

- Ernest Cribb
8-Meter-Klasse: Silber

- Peter Gordon
8-Meter-Klasse: Silber

- George Gyles
8-Meter-Klasse: Silber

- Harry Jones
8-Meter-Klasse: Silber

- Ronald Maitland
8-Meter-Klasse: Silber

- Hubert Wallace
8-Meter-Klasse: Silber

### Wasserspringen
Männer
- Alfred Phillips
3 m Kunstspringen: 4. Platz
10 m Turmspringen: 7. Platz

- Arthur Stott
3 m Kunstspringen: 11. Platz

Frauen
- Doris Ogilvie
3 m Kunstspringen: 5. Platz